# سیمین خار
سیمین خار (نام علمی: Carduus argentatus) نام یک گونه از تیره کاسنیان است.